# Smallville (3.ª temporada)
A terceira temporada de Smallville (no Brasil, Smallville: As Aventuras do Superboy), uma série de televisão norte-americana criada por Alfred Gough e Miles Millar, começou a ser exibida em 1 de outubro de 2003. A série é sobre as aventuras do kryptoniano Clark Kent na fictícia cidade de Smallville, Kansas, durante os anos antes de ele se tornar o super-herói conhecido como "Superman". A terceira temporada terminou em 19 de maio de 2004 com 22 episódios.
A terceira temporada segue a luta constante de Clark contra o destino que seu pai biológico, Jor-El, tem para ele, e sua culpa em relação ao preço pago de Jonathan para trazê-lo de volta para Smallville. Lex começa a ser visto como um psicopata desde quando ele tinha ido parar em uma ilha deserta, enquanto o conflito entre ele, seu pai, Lionel Luthor e sua amiga Chloe Sullivan chega a um golpe final. O segredo de Clark começa a pesar sobre Pete, e o relacionamento entre Clark e Lana chega num beco sem saída. Os roteiristas também trouxeram vários personagens da DC Comics, como Maggie Sawyer, Morgan Edge, e mais notadamente Perry White, em participações especiais.
Depois de exibir as suas duas primeiras temporadas nas noites de terça-feira as 9/8c, Smallville, em sua terceira temporada, foi transferido para as noites de quarta-feira e foi ao ar uma hora mais cedo as 8/7c. A terceira temporada teve média de 4,9 milhões de telespectadores por semana.

## Enredo
Clark, afetado pela Kryptonita vermelha, vive uma vida de magnata em Metropolis, enquanto, em Smallville, todos o procuram desesperadamente. Jonathan faz um trato com Jor-El para poder encontrar Clark, o que lhe trará graves conseqüências. Lex e Chloe descobrem um passado negro de Lionel Luthor, que faz de tudo para encobrir a verdade, inclusive colocar a vida de seu filho em jogo. Clark e Lana vão se distanciando cada vez mais por conta de seus poderes, e isso atormenta até mesmo Pete, que resolve ir embora, para não revelar o segredo do amigo a ninguém. Na terceira temporada de Smallville, á tambem a participação de um misterioso personagem chamado Adam Knight, que se aproxima de Lana e ao mesmo tempo esconde um grande segredo. Chloe consegue colocar Lionel na prisão, mas isso trará a ela e a Lex um preço muito alto. Lana resolve ir morar em Páris. Clark descobre a verdade sobre Lex e sua obsessão pela vida do jovem fazendeiro. Jor-El deixa Jonathan em coma e consegue "seqüestrar" seu filho.

## Elenco principal
- Tom Welling como Clark Kent
- Kristin Kreuk como Lana Lang
- Michael Rosenbaum como Lex Luthor
- Sam Jones III como Pete Ross
- Allison Mack como Chloe Sullivan
- John Glover como Lionel Luthor
- Annette O'Toole como Martha Kent
- John Schneider como Jonathan Kent

## Produção
Desenvolvendo a terceira temporada, os produtores de Smallville quis estabelecer dois temas principais, que foram as consequências de Clark Kent fujindo de seu destino,  e Lex Luthor caminhando para "o lado negro". Uma das consequências que tentaram mostrar para Clark foi o distanciamento de seus amigos. A temporada também se focou em mostrar o quanto Lionel Luthor é mal -. instruído pela forma como ele tenta destruir a vida de Chloe Sullivan e fazer Lex acreditar que ele está ficando louco. A fim de obter melhores performances dos atores em cada episódio, a tripulação teria muitas vezes que limitar o detalhe que um ator sabia sobre seu personagem. Reuniões acontecia apenas no início do ano para discutir os planos para os papéis do ator, geralmente os atores só iria descobrir exatamente o que seus personagens iam fazer quando os roteiros chegavam. Outras vezes, um ator poderia receber uma parte específica do desenvolvimento do personagem para mantê-lo em segredo para o resto do elenco.

### Escrita
Os criadores da série, Alfred Gough e Miles Millar queria desenvolver a "doença mental" de Lex no início da temporada, já que seria algo que Lionel aproveitaria em episódios posteriores da terceira temporada. A fim de conseguir o que queriam, Gough e Millar introduziu o amigo imaginário de Lex, "Louis", que apareceu na ilha deserta com Lex na sequência da queda de avião no final da segunda temporada. Michael Rosenbaum teve que manejar o que eles referiu como o "Clube da Luta mordaça", onde Lex acredita que ele está lutando Louis, mas na realidade ele tem lutado contra si mesmo o tempo todo. Isto resultaria no episódio "Quebrado", onde, como Mark Verheiden explica, o episódio foi criado como algo saído do filme Gaslight, onde o público acredita que Lex está sendo levado à loucura.

## Episódios

### 01 - Exílio
Sob a influência da Kryptonita vermelha e vivendo em Metrópolis, Clark se envolve com o rei do crime Morgan Edge, que o contrata para invadir a Luthor Corp. Enquanto isso, desesperado em reunir novamente sua família, Jonathan toma drásticas atitudes para trazer Clark de volta para casa. Uma delas é um acordo que Jonathan faz com Jor-el, pai biológico de Clark, que lhe dá os mesmos poderes dos Kryptonianos. E na mansão Luthor, Lionel acusa Helen de ter matado Lex, enquanto Lex luta contra seus próprios demônios em uma ilha.

### 02 - Fênix
Clark e seu pai Jonathan lutam, até Clark decidir voltar a Smallville sem o anel de Kryptonita Vermelha. Ao voltar Clark tem que lidar com o mafioso Morgan Edge, e encontra seu amigo Lex de volta são e salvo.

### 03 - Extinção
Van McNulty, aluno do Colégio Smallville, rouba informações confidenciais de Chloe e passa a matar todos os infectados e suspeitos de serem infectados por meteoro. Clark e Lex passam a ser alvos também.

### 04 - Adormecido
Clark sonha constantemente com Sarah Conroy pedindo sua ajuda e logo ele descobre que ela é sua nova vizinha (morando na antiga casa de Lana) que se encontra em coma. Junto com Lana, eles investigam o caso.

### 05 - O Repórter
Perry White vê Clark usar seu poder e elabora um plano para que ele revele sua verdadeira identidade. Sua presença na cidade desperta a antipatia de Lex.

### 06 - Relíquia
Clark descobre que seu pai biológico, Jor-El, já esteve na terra mais ou menos 40 anos atrás. O tio-avô de Lana fornece fotos do passado, deixando Clark perplexo.

### 07 - Magnetismo
Lana muda de comportamento, se tornando uma mulher perigosa após se envolver com um rapaz. Só que esse novo namorado de Lana possui poderes, e as atitudes da moça se devem a eles. Clark tenta resgatar Lana, que se encontra completamente fora de si.

### 08 - Surto
Morgan Edge volta a Smallville e Lex tenta forçá-lo a contar a verdade sobre a morte dos pais de Lionel. No final do episódio, Lionel interna Lex luthor num sanatório para que Lex não o entregue a polícia.

### 09 - Sanatório
Três pacientes do sanatório se unem para fugirem, o primeiro é Eric Summers da primeira temporada que conseguiu transferir os poderes de Clark para si, o segundo é Ian da segunda temporada que tem o poder de se dividir em dois, e o terceiro e ultimo é o Van da terceira temporada que não é afetado por meteoros, mas caça e mata os afetados. Clark ao tentar tirar Lex do sanatório é atacado por eles e perde seus poderes, mas eles ficam se traindo até que Clark os derrota. Enquanto isso Lex faz uma terapia de eletro choque e perde parte da memória esquecendo-se das habilidades de Clark e que Lionel matou os próprios pais.

### 10 - Sussurro
Clark fica cego quando ele usa sua visão de calor para destruir uma bijuteria feita de kryptonita, mas o raio acaba sendo refletido, causando cegueira nele. Dessa forma, pela necessidade, acaba descobrindo mais um de seus super-poderes: A super audição!

### 11 - Apagado
Chloe sofre atentados por parte de Lana e Clark. Sem saber o porquê disso, Clark pede ajuda a Lex para resolver essa história e descobrir quem esta tentando matar Chloe.

### 12 - No outro mundo
Jordan prevê o futuro e diz a Clark que Lana irá morrer, Clark corre contra o tempo para mudar o destino de Lana.

### 13 - Velocidade
Pete é ameaçado por ladrões de um racha após vacilar, e sem saber o que fazer, ele suplica para que Clark o ajude.

### 14 - Obsessão
Clark conhece Alicia, uma infectada por meteoros. Sentindo-se livre perto da moça, eles se envolvem em uma relação. Mas sabendo que Clark ainda sente algo por Lana, a moça desequilibrada tenta matá-la.

### 15 - Ressurreição
Garrett tem seu irmão morto por causa de uma enfermidade no fígado. Só que inacreditavelmente ele volta vivo no outro dia após já ter entrado em óbito, mas ele volta em estado terminal de novo, fazendo com que Garrett tente sacrificar Jonathan para salvar a vida do irmão: ele quer que os médicos no hospital transfiram o fígado de Jonathan para seu irmão.

### 16 - Crise
Clark recebe um misterioso telefonema de Lana, só que a ligação veio do futuro e nela, Lana é baleada por Adam Knight. Resta a Clark tentar fazer com que essa história não se repita e aconteça no presente.

### 17 - Legado
Jonathan começa a agir de forma diferente e Clark acha que isso tem a ver com Jor-El e por isso vai para as Cavernas tirar satisfações com ele, só que ele é flagrado por Lionel lá.

### 18 - Verdade
Chloe em busca de vingança por seu pai ter sido demitido injustamente, vai investigar a LuthorCorp e acaba sem querer sendo infectada por um experimento que lhe dá poderes de fazer com que todos digam a verdade. Só que ela acaba se dando mal por isso . Manipulada por Lionel, ela vai em busca de Martha e Jonathan para que lhe contem tudo o que sabem acerca de Clark.

### 19 - Lembranças
Acreditando que a informação chave sobre o passado de seu pai foi perdida quando sua memória foi apagada, Lex decide se juntar a um programa experimental com o Dr. Garner para recuperar as informações para que ele possa entregar seu pai ao FBI. Sabendo que Lex vai descobrir o seu segredo, se ele recuperar sua memória, Clark tenta pará-lo, mas é pego por Lionel e pelo médico e exposto ao mesmo tratamento radical para que Lionel possa resolver o mistério do passado de Clark.

### 20 - Talismã
Jeremiah Holdsclaw, um jovem índio Kiwatche, rouba uma faca mística das cavernas tribais e obtém superpoderes semelhantes aos de Clark. Jeremias acredita que ele é o cumprimento da antiga profecia de Naman, "o homem que caiu das estrelas". Ele sai para matar Lionel com a faca, e Clark deve detê-lo sem revelar seu próprio segredo.

### 21 - Renúncias
Emily, antiga amiga de Lana que morreu e foi clonada na Luthorcorp foge e vai em busca de Lana. Ela a prende  e mente a Clark que Lana já foi pra Paris.Um agente do FBI tortura Pete para que ele conte tudo o que sabe sobre Clark. E Clark, antes decidido a contar seu segredo a Lana, muda de ideia quando Pete vai embora da cidade por sua causa.

### 22 - O Acordo
Kara aparece na vida de Clark pedindo para que ele cumpra seu destino. Enquanto isso, o julgamento de Lionel acontece e Lex e Chloe conseguem colocá-lo atrás das grades, mas isso fará com que Lionel se vingue, tentando matá-los. E Lana vai para Paris em busca de uma nova vida. Enquanto isso, Jor-El cobra o acordo que fez com Jonathan, levando Clark e deixando Jonathan em coma.

## Prêmios
Em 2004, a série foi indicada ao "Golden Reel Award" para Melhor Edição de Som no episódio "Exílio". A série foi reconhecida pela Sociedade de Efeitos Visuais com uma indicação ao prêmio de 2005 para excelente composição do episódio "Crise". O lançamento do DVD  da 3ª temporada ganhou o Prêmio Saturno de Melhor Lançamento de Televisão para DVD.